# Гней Корнелий Лентул (консул 18 года до н. э.)
Гней Корнелий Лентул (лат. Gnaeus Cornelius Lentulus) — политический деятель эпохи ранней Римской империи.
Его отцом, предположительно, был Луций Корнелий Лентул, а братом консул 3 года до н. э. Луций Корнелий Лентул. О карьере Гнея известно только лишь то, что в 18 году до н. э. он занимал должность ординарного консула вместе с Публием Корнелием Лентулом Марцеллином.